# Paul
Paul ist ein männlicher Vorname.

## Herkunft und Bedeutung
Der Name Paul geht auf das römische Cognomen Paulus für „bescheiden“ oder „klein“ zurück.

## Verbreitung
Der Name Paul ist international weit verbreitet.
In den USA zählte der Name bereits im ausgehenden 19. Jahrhundert zu den 100 meistgewählten Jungennamen. Von 1900 bis 1968 stand er in der Top-20 der Vornamenscharts, konnte die Top-10 jedoch nie erreichen. Seitdem wird der Name immer seltener vergeben. Seit 2001 gehört er nicht mehr zu den 100 beliebtesten Jungennamen. Zuletzt belegte er Rang 257 der Vornamenscharts (Stand 2021). Von 1930 bis 2023 wurden rund 1,16 Mio. Jungen so genannt.
Ein ähnliches Bild zeigt sich auch im Vereinigten Königreich, in Kanada, Australien und Neuseeland. Der Name gehörte in Irland von 1964 bis Ende der 1980er Jahre zu den beliebtesten Jungennamen in den Top-10. Danach ließ seine Popularität stetig nach. Seit dem Jahr 2012 befindet er sich nicht mehr in den Top-100 der Vornamenscharts.
In Tschechien lag der Name zwischen Anfang der 1980er Jahre bis zur Jahrtausendwende ab und zu in den Top-200. Der Name wird in Polen seit dem Jahr 2000 jährlich vergeben, und zwar circa 360 Mal.
In Frankreich zählte Paul im beginnenden 20. Jahrhundert bereits zu den 10 meistvergebenen Jungennamen. Insbesondere seit den 1940er Jahren sank seine Popularität, bis sie im Jahr 1975 mit Rang 122 einen Tiefpunkt erreichte. Seit 1993 gehört der Name wieder zur Top-30 der Vornamenscharts. Zuletzt stand er auf Rang 18 der Hitliste (Stand 2021).
Paul wird in Belgien seit 1995 jedes Jahr vergeben, in den letzten drei Jahren lag der Name stets in den Top-200. Von 1995 bis 2023 wurde er rund 1.400 Mal gewählt. In den Niederlanden wird der Name seit 1930 alljährlich bei der Namenswahl berücksichtigt. Besonders beliebt war er von Mitte der 1970er bis Mitte der 1980er Jahre. In den 1990er Jahren ist seine Beliebtheit zurückgegangen. Seit etwa 20 Jahren gilt er als mäßig beliebter Vorname.
Paul ist auch in den nordischen Ländern Dänemark, Norwegen und Schweden ein geläufiger Name, der regelmäßig vergeben wird.
Der Name kommt in der Schweiz seit 1930 regelmäßig in den Hitlisten vor. Er befand sich von 1930 bis 1945 in den Top-10. Seine Beliebtheit ließ danach bis Anfang der 1970er Jahre stetig nach. Seit 2014 findet sich der Name wieder durchgängig in der Top-100 der Vornamenscharts. Im Jahr 2020 belegte Paul Rang 65. Von 1930 bis 2023 wurde der Name etwa 18.400 Mal vergeben.
In Österreich nahm der Name Paul in den vergangenen Jahren an Popularität zu. Seit 1990 befindet er sich durchgängig in der Top-50 der Vornamenscharts. Im Jahr 2021 belegte er nach 2018 zum zweiten Mal die Spitzenposition in den Vornamenscharts. Von 1984 bis 2023 wurde der Name circa 19.400 Mal gewählt.
In Deutschland gehörte der Name Paul bereits im ausgehenden 19. Jahrhundert zu den beliebtesten Jungennamen. Seine Popularität sank zunächst allmählich, seit den 1940er Jahren stark. Seit den 1980er Jahren steigt die Beliebtheit wieder an. Nach der Jahrtausendwende etablierte er sich wieder unter den beliebtesten Jungennamen. Seit 1999 zählt er zur Top-10 der Vornamenscharts. Im Jahr 2021 belegte Paul Rang 5 der beliebtesten Erstnamen und wurde dabei an 1,17 % aller neugeborenen Jungen vergeben. Auf der Hitliste der beliebtesten Folgenamen stand Paul auf Rang 3 (Verhältnis: 1:0,44).

## Varianten

### Männliche Varianten
- Albanisch: Pal, Pali, Pavli
- Arabisch: بولس būlus
- Armenisch: Պողոս Boghos, Poghos
- Belarussisch: Павал Pawal, Павел Pawel
- Bulgarisch: Павел Pawel
- Dänisch: Poul
  - Diminutiv: Palle
- Esperanto: Paŭlo
  - Diminutiv: Paĉjo
- Färöisch: Páll
- Finnisch: Paavali, Pauli
  - Diminutiv: Paavo
- Georgisch: პავლე Pavle
- Griechisch: Παύλος Pavlos
  - Altgriechisch: Παῦλος Paûlos
- Italienisch: Paolo
- Latein: Paulus
- Katalanisch: Pau, Pol
- Korsisch: Paulu
- Okzitanisch: Pau
- Sardisch: Pàulu
- Isländisch: Páll
- Keltische Sprachen
  - Bretonisch: Paol
  - Irisch: Pól
  - Schottisch-gälisch: Pàl, Pòl
- Kirchenslawisch: Паѵелъ Pavelu
- Kroatisch: Pavao, Pavle
  - Diminutiv: Pavo
- Lettisch: Pauls, Pāvels, Pāvils
- Maltesisch: Pawlu
- Maorisch: Paora
- Mazedonisch: Павел Pawel, Павле Pawle
- Niederländisch: Pauwel, Paulus
- Norwegisch: Pål
- Polnisch: Paweł
- Portugiesisch: Paulo
  - Diminutiv: Paulinho
- Rumänisch: Pavel Pavel
- Russisch: Павел Pawel
  - Diminutiv: Паша Pascha
- Schwedisch: Pål
- Serbisch: Павле Pawle
- Slowakisch: Pavol
- Slowenisch: Pavel
- Spanisch: Pablo
- Tschechisch: Pavel
- Ukrainisch: Павло Pawlo
- Ungarisch: Pál

### Weibliche Varianten
- Deutsch: Paula
- Englisch: Paula
  - Diminutiv: Pauletta, Paulette
- Französisch: Paule
  - Diminutiv: Paulette
- Isländisch: Pála
- Italienisch: Paola
- Latein: Paula
- Sardisch: Pàula
- Kroatisch: Paula
  - Diminutiv: Pavica
- Portugiesisch: Paula
  - Diminutiv: Paulinha
- Slowenisch: Pavla
- Tschechisch: Pavla

## Namenstage
- 10. Januar – Hl. Paulus von Theben, ägyptischer Einsiedler
- 25. Januar – Festtag Pauli Bekehrung
- 6. Februar  – Hl. Paul Miki, japanischer Missionar, Jesuit und Märtyrer
- 26. Juni – Hl. Paulus von Rom, Märtyrer
- 29. Juni – Hl. Paulus von Tarsus, Apostel
- 20. September – Paul Chong Hasang, koreanischer Märtyrer
- 19. Oktober – Hl. Paul vom Kreuz, Ordensstifter

## Namensträger
Die Wikipedia-Datenbank enthält, Stand September 2022, mehr als 8000 Namensträger mit dem Vornamen Paul. Eine Liste aller Namensträger mit diesem Vornamen kann über die Wikipedia-Namenssuche ermittelt werden.